# 1994年リレハンメルオリンピックのバイアスロン競技
1994年リレハンメルオリンピックのバイアスロン競技（1994ねんリレハンメルオリンピックのバイアスロンきょうぎ）はリレハンメルのビルケバイネレン競技場（Birkebeineren Ski Stadium）で男女計6種目が実施された。
女子のリレーは前大会までの1チーム3人から1チーム4人へ変更された。

## 競技結果

### 男子10km
- 1994年2月23日

| 順位 | 国・地域     | 氏名                         | タイム（ミスショット） |
| ---- | ------------ | ---------------------------- | ---------------------- |
| 金   | ロシア       | セルゲイ・チェピコフ         | 28分07秒0（0）         |
| 銀   | ドイツ       | リッコ・グロス               | 28分13秒0（0）         |
| 銅   | ロシア       | セルゲイ・タラソフ           | 28分27秒4（1）         |
| 4    | ロシア       | ヴラジーミル・ドラチェフ     | 28分28秒9（1）         |
| 5    | オーストリア | ルードウィッヒ・グレードラー | 29分05秒4（2）         |
| 6    | ドイツ       | フランク・ルック             | 29分09秒7（2）         |
| 7    | ドイツ       | スヴェン・フィッシャー       | 29分16秒0（1）         |
| 8    | フランス     | エルヴェ・フランディン       | 29分33秒8（1）         |
| 9    | スロベニア   | ヤネス・オジュボルト         | 29分35秒8（0）         |
| 10   | ベラルーシ   | アレクサンドル・ポポフ       | 29分38秒5（0）         |
| 42   | 日本         | 小舘操                       | 31分40秒2（3）         |

### 男子20km
- 1994年2月20日

| 順位 | 国・地域     | 氏名                         | タイム（ミスショット） |
| ---- | ------------ | ---------------------------- | ---------------------- |
| 金   | ロシア       | セルゲイ・タラソフ           | 57分25秒3（3）         |
| 銀   | ドイツ       | フランク・ルック             | 57分28秒7（3）         |
| 銅   | ドイツ       | スヴェン・フィッシャー       | 57分41秒9（2）         |
| 4    | ベラルーシ   | アレクサンドル・ポポフ       | 57分53秒1（0）         |
| 5    | ドイツ       | イェンス・シュタイニゲン     | 58分18秒1（2）         |
| 6    | イタリア     | アンドレアス・ツィンゲルレ   | 58分54秒1（3）         |
| 7    | ドイツ       | マーク・キルヒナー           | 59分16秒4（4）         |
| 8    | ロシア       | セルゲイ・チェピコフ         | 59分31秒4（5）         |
| 9    | ノルウェー   | シルフェスト・グリムスダール | 59分42秒4（3）         |
| 10   | オーストリア | アルフレット・エダー         | 59分43秒9（0）         |
| 62   | 日本         | 小舘操                       | 1時間05分34秒6（7）    |

### 男子4x7.5kmリレー
1994年2月26日
| 順位 | 国・地域     | 氏名 | タイム（ミスショット） |
| ---- | ------------ | --- | ---------------------- |
| 金   | ドイツ       | リッコ・グロス フランク・ルック マーク・キルヒナー スヴェン・フィッシャー                                                   | 1時間30分22秒1（0）    |
| 銀   | ロシア       | ヴァレリー・キリイェンコ ヴラジーミル・ドラチェフ セルゲイ・タラソフ セルゲイ・チェピコフ                                   | 1時間31分23秒6（2）    |
| 銅   | フランス     | ティエリー・デュッセール パトリーセ・バリー＝サラン リオネル・ルロン エルヴェ・フランディン                                 | 1時間32分31秒3（1）    |
| 4    | ベラルーシ   | ヴィクトール・マイゴウロフ イーゴリ・コクリアコフ オルグ・リゼンコフ アレクサンドル・ポポフ                                 | 1時間32分57秒2（0）    |
| 5    | フィンランド | エリッキ・ラトヴァラ ハッリ・エロランタ ティモ・セッパラ ヴェサ・ヒエタラハティ                                             | 1時間33分11秒9（1）    |
| 6    | イタリア     | パトリック・ファヴレ ヨハン・パッスラー ピエラルベルト・カッラーラ アンドレアス・ツィンゲルレ                               | 1時間33分17秒3（5）    |
| 7    | ノルウェー   | オーレ・アイナル・ビョルンダーレン イヴァール・ミヒャエル・ウレクライフ ハルヴァルト・ハネヴォルト ヨン・オーゲ・ティルダム | 1時間33分32秒8（0）    |
| 8    | ポーランド   | トマシュ・シコラ ヤン・ヅィマーマン ヴィエスワフ・ヅィマーマン ヤン・ヴォイタス                                             | 1時間33分49秒3（0）    |

### 女子7.5km
- 1994年2月23日

| 順位 | 国・地域     | 氏名                               | タイム（ミスショット） |
| ---- | ------------ | ---------------------------------- | ---------------------- |
| 金   | カナダ       | ミリアム・ベダール                 | 26分08秒8（2）         |
| 銀   | ベラルーシ   | スヴェトラナ・パラミグイナ         | 26分09秒9（2）         |
| 銅   | ウクライナ   | ヴァレンチナ・ツェルベ             | 26分10秒0（0）         |
| 4    | カザフスタン | インナ・シェスキル                 | 26分13秒9（2）         |
| 5    | ドイツ       | ペトラ・シャーフ                   | 26分33秒6（2）         |
| 6    | ベラルーシ   | イリナ・ココウレワ                 | 26分38秒8（2）         |
| 6    | イタリア     | ナタリー・サンテール               | 26分38秒8（3）         |
| 8    | ドイツ       | ジモーネ・ゲライナー=ペーター=メム | 26分46秒5（3）         |
| 9    | チェコ       | エヴァ・ハコワ                     | 26分48秒2（1）         |
| 10   | ノルウェー   | エリン・クリスチャンセン           | 26分53秒5（0）         |
| 44   | 日本         | 本田佳子                           | 28分37秒3（2）         |

### 女子15km
- 1994年2月18日

| 順位 | 国・地域     | 氏名                                  | タイム（ミスショット） |
| ---- | ------------ | ------------------------------------- | ---------------------- |
| 金   | カナダ       | ミリアム・ベダール                    | 52分06秒6（2）         |
| 銀   | フランス     | アンヌ・ブリアン                      | 52分53秒3（3）         |
| 銅   | ドイツ       | ウルスラ・ディスル                    | 53分15秒3（3）         |
| 4    | ベラルーシ   | スヴェトラナ・パラミグイナ            | 53分21秒3（4）         |
| 5    | フランス     | コリン・ニオグレ                      | 53分38秒1（2）         |
| 6    | スロバキア   | マルチナ・ハリナロワ                  | 53分56秒4（2）         |
| 7    | ベラルーシ   | ナタリア・ペルミアコワ                | 53分59秒2（2）         |
| 8    | オーストリア | ケリーン・リム                        | 54分10秒1（2）         |
| 9    | ドイツ       | アンティエ・ミゼールスキー=ハーヴェイ | 54分12秒4（3）         |
| 10   | ロシア       | ルイザ・ノスコワ                      | 54分18秒2（4）         |
| 54   | 日本         | 本田佳子                              | 1時間00分00秒5（6）    |

### 女子4x7.5kmリレー
1994年2月25日
| 順位 | 国・地域       | 氏名 | タイム（ミスショット） |
| ---- | -------------- | --- | ---------------------- |
| 金   | ロシア         | ナデツダ・タラノワ ナタリア・スニチナ ルイザ・ノスコワ アンフィサ・レスツォワ                                | 1時間47分19秒5（5）    |
| 銀   | ドイツ         | ウルスラ・ディスル アンティエ・ミゼールスキー=ハーヴェイ ジモーネ・ゲライナー=ペーター=メム ペトラ・シャーフ | 1時間51分16秒5（6）    |
| 銅   | フランス       | コリン・ニオグレ ヴェロニク・クローデル デルフィネ・エマン アンヌ・ブリアン                                  | 1時間52分28秒3（1）    |
| 4    | ノルウェー     | アン＝エレン・シェールブライト アネッテ・シークブラント ヒルデガン・フォッセン エリン・クリスチャンセン      | 1時間54分08秒1（2）    |
| 5    | ウクライナ     | ヴァレンチナ・ツェルベ マリナ・スコロタ オレナ・ペトロワ エレナ・オガートソワ                                | 1時間54分26秒5（3）    |
| 6    | ベラルーシ     | イリーナ・ココウエワ ナタリア・ペルミアコワ ナタリア・リゼンコワ スヴェトラナ・パラミグイナ                  | 1時間54分55秒1（8）    |
| 7    | チェコ         | ヤナ・ヴァペニコワ イジーナ・ペルチョワ イヴェタ・ロウビチコワ エヴァ・ハコワ                                | 1時間57分00秒8（3）    |
| 8    | アメリカ合衆国 | ベス・コーツ ジョアン・スミス ローリー・タヴァレス ジョアン・ゲチャウ                                        | 1時間57分35秒9（3）    |